# Roman av Bulgarien
Roman av Bulgarien, död 997, var Bulgariens regent från 977 till 991/997. Han tillfångatogs av bysantinarna och blev i praktiken avsatt 991, men hävdade titeln till sin död. 